# Plumularia branchiata
Plumularia branchiata är en nässeldjursart som beskrevs av Totton 1930. Plumularia branchiata ingår i släktet Plumularia och familjen Plumulariidae. Inga underarter finns listade i Catalogue of Life.